# Алаксари
Алакса́ри (рос. Алаксары, чув. Улаксар) — присілок у складі Канаського району Чувашії, Росія. Входить до складу Кошноруйського сільського поселення.
Населення — 148 осіб (2010; 152 у 2002).
Національний склад:
- чуваші — 97 %